# Suzanne Perrottet
Suzanne Perrottet, född 13 september 1889 i Rolle, Vaud, död 10 augusti 1983 i Zürich, var en schweizisk danslärare och pedagog med stor betydelse för den moderna dansens utveckling.

## Biografi
Suzanne Perrottet var dotter till apotekaren Emile Jules och Adèle Julie Amélie Simon och växte upp i Genève. Hon fick utbildning som violinist på Conservatoire de musique de Genève av Émile Jaques-Dalcroze, och senare i hans specialklass för rytmisk gymnastik. Som diplomerad lärare i rytmikpedagogik 1909 följde hon 1910 Jaques-Dalcroze till Bildungsanstalt für Musik und Rhythmus i Hellerau. Där undervisade hon bland andra Mary Wigman, Marie Rambert och Gustav Güldenstein. Omkring 1912–1913 flyttade hon till Wien för att undervisa i den metod Jaques-Dalcroze utarbetat.
År 1913 anslöt hon sig till Rudolf von Laban vid Monte Verità. Där arbetade de för att utveckla ett liv i harmoni med naturen. Man dansade utomhus, ibland nakna, och med dynamiska improvisationer. Laban, Perrottet och Mary Wigman kom här att utveckla den moderna dansen och vad som nu kallas fridans. De första verken var ”The Dancing Drumstick” och ”Ishtar’s Journey into Hades”.
Med Rudolf von Laban fick hon 1916 sonen André Perrottet von Laban.
Mellan 1917 och 1919 var hon i kontakt med dadaismen och framträdde som musiker i olika föreställningar på Galerie Dada och Kaufleuten.
Under första världskriget var hon Labans närmaste medarbetare i Zürich. År 1918 tog hon över skolan, vars namn hon ändrade flera gånger. Hon undervisade där fram till 1979. Läkare som Max Bircher-Benner och Carl Gustav Jung sände patienter till henne och även lärare, arkitekter och skådespelare besökte skolan. Hon har också omnämnts som en av inspiratörerna till rörelsekonsten eurytmi.
År 1936 fick hon även en lärartjänst vid Eidgenössische Technische Hochschule Zürich för rytmisk gymnastik, rörelsekonst och vägledning till musikaliska ackompanjemang. På Zürcher Hochschule der Künste blev hon lärare i pantomim, gymnastik och dans. År 1939 blev hon en av grundarna och fram till 1955 styrelseledamot i Schweizerischer Berufsverband für Tanz und Gymnastik (SBTG).

## Fotnoter
1. ↑  Andreas Kotte (red.), Theaterlexikon der Schweiz, Theaterlexikon der Schweiz-ID: Suzanne_Perrottet, läst: 9 oktober 2017.[källa från Wikidata]
2. ↑  ”Porträtt på Suzanne Perrottet.”. Arkiverad från originalet den 17 november 2016. https://web.archive.org/web/20161117232234/http://www.susana.ch/Suzy. Läst 5 augusti 2017.
3. ↑  Historisches Lexikon der Schweiz
4. ↑  Laban Library and Archive Trinity Laban Conservatoire of Music and Dance
5. ↑  Historisches Lexikon der Schweiz
6. ↑  Suzanne PERROTTET
7. ↑  ”Helios Academie.”. Arkiverad från originalet den 6 augusti 2017. https://web.archive.org/web/20170806020424/http://drupalwiki.eurythmie.org/?q=content/eurythmie. Läst 5 augusti 2017.
8. ↑  Nachlass Suzanne Perrottet Arkiverad 5 augusti 2017 hämtat från the Wayback Machine. auf der Website des Kunsthauses Zürich.